# Детское дезинтегративное расстройство
Де́тское дезинтеграти́вное расстро́йство — относительно редкое первазивное (общее) расстройства развития у детей, родственное детскому аутизму и синдрому Ретта, которое возникает после первых 2 лет нормального развития. Расстройство характеризуется резкой утратой прежде усвоенных навыков в таких областях, как социальные навыки, речь, контроль функций мочевого пузыря и/или кишечника, нарушением сенсорно-двигательной координации. В итоге расстройство приводит к глубокой и необратимой умственной отсталости.
В США в настоящее время детское дезинтегративное расстройство считается устаревшим диагнозом, при соответствии критериям этого расстройства ставится диагноз «расстройство аутистического спектра». В странах, использующих МКБ-10 оно актуально и диагноз «другие дезинтегративные расстройства детского возраста» (англ. other childhood disintegrative disorder, F84.3) используется в психиатрической практике.

## История
Детское дезинтегративное расстройство впервые описано Теодором Геллером (1930) под названием «детская деменция» (dementia infantilis), и впоследствии была названа его именем — синдромом Геллера.

## Классификации

### Международная классификация болезней
В Международной классификации болезней 10-пересмотра (МКБ-10) существует рубрика F84.3 — «другие дезинтегративные расстройства детского возраста».
В F84.3 включаются (синонимы): дезинтегративный психоз, детская деменция (dementia infantilis), синдром Геллера, симбиотический психоз, синдром Краммера — Полльнова. Должны быть исключены: приобретённая афазия с эпилепсией (F80.3x), элективный мутизм (F94.0), синдром Ретта (F84.2), шизофрения (F20.-).

### Диагностическое и статистическое руководство по психическим расстройствам
В Диагностическом и статистическом руководстве по психическим расстройствам 4-го издания (DSM-IV и DSM-IV-TR) «детское дезинтегративное расстройство» (англ. childhood disintegrative disorder) как отдельная диагностическая категория обозначалась кодом 299.10.
В следующем издании (DSM-5) детское дезинтегративное расстройство вместе с синдромом Аспергера, аутизмом (аутистическим расстройством) и первазивным расстройством развития без дополнительных уточнений объединены в один новый диагноз — расстройство аутистического спектра (299.00 (F84.0)). Таким образом, «детское дезинтегративное расстройство» удалено из американского классификатора.

## Эпидемиология
Детское дезинтегративное расстройство по общей оценке встречается у 1,7 из 100 000 детей. Преобладают лица мужского пола.

## Терапия
Эффективного лечения детского дезинтегративного расстройства в настоящее время не существует.